# Poiseul-lès-Saulx
Poiseul-lès-Saulx ist eine französische Gemeinde mit 75 Einwohnern (Stand: 1. Januar 2022) im Département Côte-d’Or in der Region Bourgogne-Franche-Comté. Sie gehört zum Arrondissement Dijon und zum Kanton Is-sur-Tille.

## Geographie
Poiseul-lès-Saulx liegt etwa 31 Kilometer nordnordwestlich von Dijon. Die Gemeinde wird umgeben von Barjon im Norden und Nordwesten, Avot im Norden und Nordosten, Avelanges im Osten und Nordosten, Saulx-le-Duc im Osten und Südosten, Courtivron im Süden und Südwesten, Salives im Westen und Nordwesten sowie Le Meix im Westen.

## Siehe auch

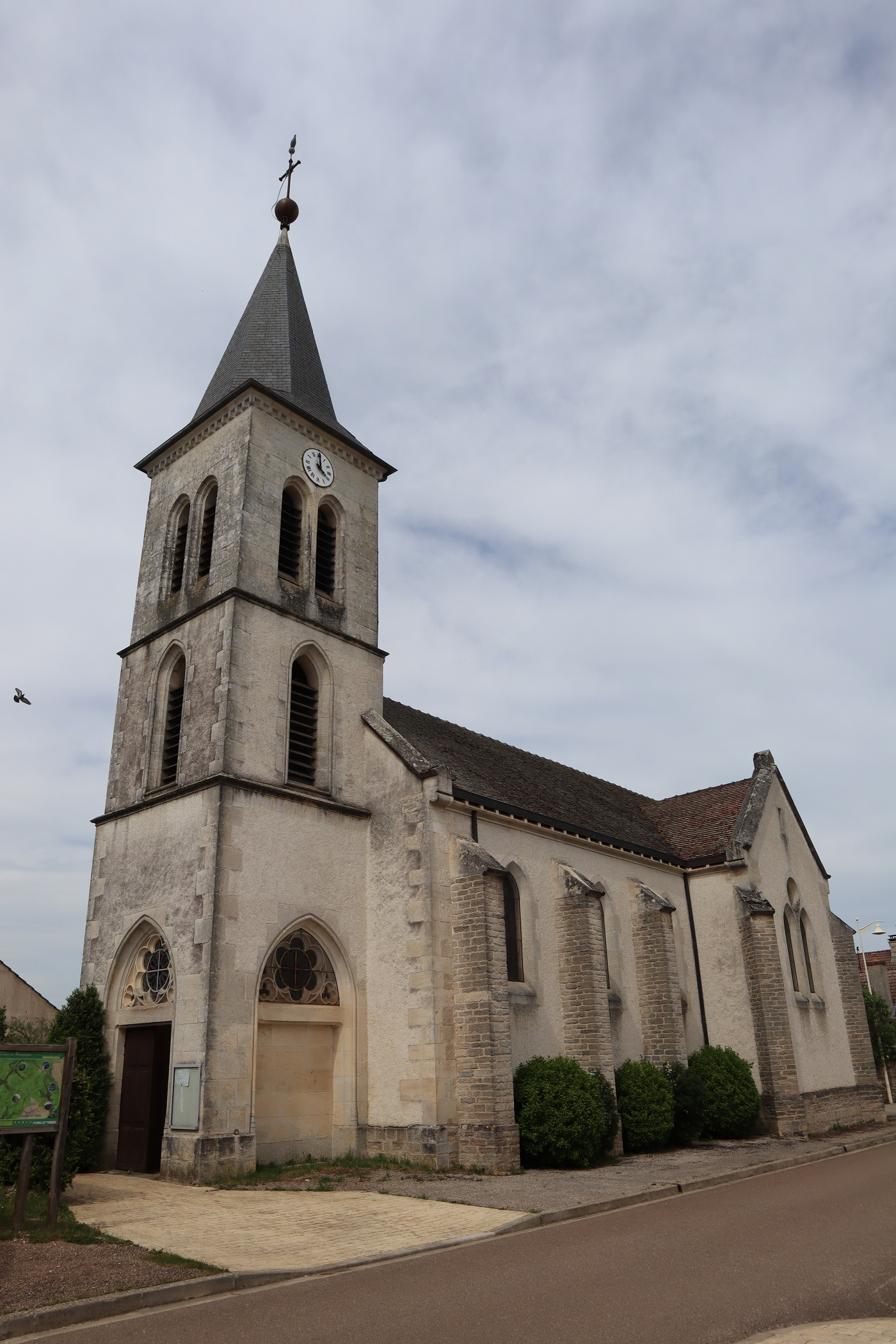
Kirche

## Bevölkerungsentwicklung
| Jahr                       | 1962 | 1968 | 1975 | 1982 | 1990 | 1999 | 2006 | 2013 | 2019 |
| Einwohner                  | 63   | 64   | 57   | 76   | 51   | 48   | 57   | 63   | 69   |
| Quellen: Cassini und INSEE |      |      |      |      |      |      |      |      |      |